# Дело Таганцева

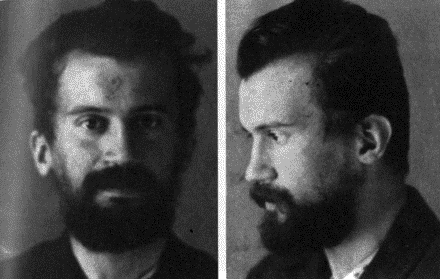
Владимир Таганцев. Фото из следственного дела (1921)

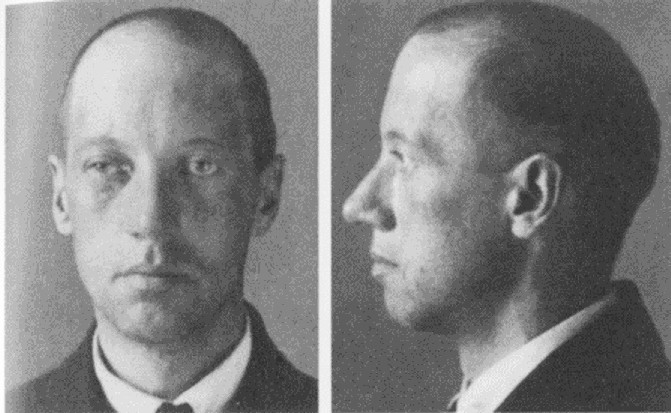
Николай Гумилёв. Фото из следственного дела (1921)

Дело «Петроградской боевой организации В. Н. Таганцева» (ПБО) — одно из первых в Советской России дел после революции 1917 года, когда массовому расстрелу (вместе с убитыми при задержании — 103 человека) подверглись представители научной и творческой интеллигенции, в основном Петрограда. В 1992 году все осуждённые по делу «Петроградской боевой организации» (ПБО) были реабилитированы и дело признано сфабрикованным.
Однако в 1990-х годах были введены в научный оборот документы, подтверждающие существование организации.

## История

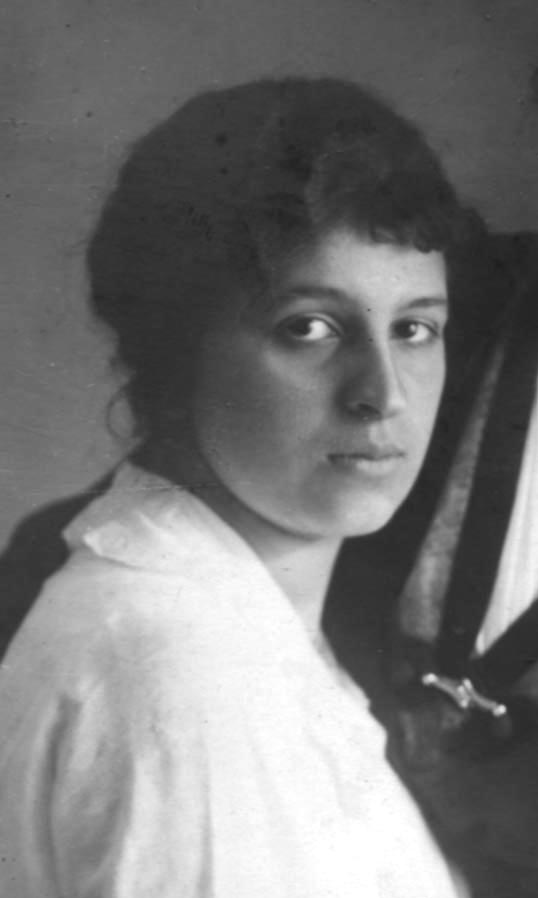
Надежда Феликсовна Таганцева (урожд. Марцинкевич). Была расстреляна вместе с мужем

Владимир Таганцев был учёным секретарём сапропелевого комитета КЕПС Российской Академии наук. После расстрела его знакомых за участие в конспиративном «Национальном центре» вступил в политическую борьбу. В первый раз Таганцев был арестован ВЧК в 1919 году за попытку послать голодающим коллегам в Петроград под видом сапропеля картофель. Позднее пытался организовать сопротивление режиму большевиков.
Уже 29 июня 1921 года Феликс Дзержинский доложил о раскрытии заговора Ленину, Троцкому, Зиновьеву, Молотову и Каменеву. Ленин лично наблюдал за дальнейшим развитием дела.
24 июля в газете «Известия ВЦИК» в разделе «Раскрытые заговоры. Выдержки из доклада ВЧК о раскрытых и ликвидированных на территории РСФСР заговорах против Советской власти в период мая — июня месяцев 1921 г.» появилось сообщение о том, что Петроградская ГубЧК в начале июня раскрыла и ликвидировала крупный контрреволюционный заговор. Контрреволюционная организация в этом сообщении именовалась «Областным комитетом союза освобождения России», который, в свою очередь, состоял из Боевого комитета, Народного комитета восстания, Петроградской народной боевой организации, Объединённой организации и других. Руководителями заговора были названы В. Н. Таганцев и В. И. Орловский. Сообщалось, что по делу арестованы «сотни членов объединённых боевых и террористических организаций, обнаружены штабные квартиры, найден динамит, оружие, тайная типография, отобрана уличающая переписка».
Следующая публикация, посвящённая «заговору Таганцева», появилась в «Известиях ВЦИК» 31 августа: в сообщении Президиума ВЧК от 29 августа указывалось, что «наиболее значительной из ликвидированных организаций является Петроградская боевая организация».
На следующий день в газете «Петроградская правда» был опубликован доклад председателя Петроградской ГубЧК Бориса Семёнова на пленуме Петроградского совета — о составе и замыслах ПБО, где сообщалось, в частности, что Таганцев предлагал «сжигать заводы, истреблять жидов, взрывать памятники коммунаров» и что из более чем 200 человек, причастных к ПБО, 90 % составляли «потомственные дворяне, князья, графы, бароны, почётные граждане, духовенство и бывшие жандармы». Далее читатели извещались о том, что 24 августа коллегия Петрогубчека постановила расстрелять 61 участника организации; был опубликован и список расстрелянных.
Всего же по делу «Петроградской боевой организации В. Н. Таганцева» в 1921 году ВЧК было арестовано 833 человека. Расстреляно по приговору или убито при задержании 96 человек, отправлено в концентрационный лагерь 83, освобождено из заключения 448. Судьба многих неизвестна. Остаётся невыясненной и дата расстрела Таганцева, поскольку к расстрелу он был приговорён 24 августа, но 27 августа его ещё раз допрашивали.
Самой знаменитой жертвой дела ПБО стал арестованный 3 августа и расстрелянный в конце того же месяца поэт Николай Гумилёв, в 1992 году реабилитированный по этому делу.
Секретарь Ленина, а позднее заместитель Генриха Ягоды, Яков Агранов, возглавлявший следствие по этому делу, так объяснил жестокость, проявленную даже к непричастным: «В 1921 г. 70 % петроградской интеллигенции были одной ногой в стане врага. Мы должны были эту ногу ожечь».

## Протесты
После ареста В. Н. Таганцева 16 июня 1921 года к В. И. Ленину с просьбой о смягчении участи сына обратился профессор Н. С. Таганцев. В заключении по «делу Таганцева», направленном 5 июня 1921 года В. И. Ленину по его просьбе, указывалось, что В. Н. Таганцев играл активную роль в контрреволюционной организации «Союз возрождения России» и должен быть «подвергнут суровым репрессиям». Безуспешными оказались и ходатайства М. Горького, а также родственницы В. Н. Таганцева — А. Ю. Кадьян, знакомой семьи Ульяновых по Симбирску. 10 августа 1921 года В. И. Ленин наложил на её письмо следующую резолюцию: «Напишите ей, что я письмо прочёл, по болезни уехал и поручил Вам [Л. А. Фотиевой — секретарю В. И. Ленина] ответить: Таганцев так серьёзно обвиняется и с такими уликами, что освободить сейчас невозможно; я наводил справки о нём не раз уже». (Ленин и ВЧК. М., 1987. С. 457).
Аналогичным образом закончилось рассмотрение ходатайства Русского физико-химического общества за члена Сапропелевого комитета АН, профессора М. М. Тихвинского. 3 сентября 1921 года В. И. Ленин по поводу этого ходатайства направил записку управляющему делами СНК и СТО Н. П. Горбунову: «т. Горбунов! Направьте запрос в ВЧК. Тихвинский не „случайно“ арестован: химия и контрреволюция не исключают друг друга» (Ленин В. И. ПСС. Т. 53. С. 169). По постановлению Петроградской губчека от 24 августа 1921 года М. М. Тихвинский был приговорён к расстрелу.
— Просим освободить из тюремного заключения. Сост. В.Гончаров, В.Нехотин, М.: Современный писатель, 1998, стр. 161-165.
Утверждение о том, что Н. С. Таганцев просил за сына, опровергает директор Государственного архива РФ Сергей Мироненко: «Есть дневник Таганцева, где он пишет: „Господи, какая чушь! Я никогда не просил Ульянова-Ленина ни о каком помиловании сына, потому что это было бесполезно“». Но на самом деле, в дневнике Н. С. Таганцева написано прямо противоположное: «Я написал два письма Ленину и Гринбергу, в которых у первого я в приличной форме ходатайствую о возможном смягчении участи Володи, а у Гринберга, с которым я был близок и который лично знал Володю, прямо прошу защиты и, во всяком случае, спасения жизни. От Гринберга уже получил (правда, словесное) сообщение, через бывшую в Москве нашу заведующую, чтобы я не боялся, что ничего страшного не будет. Но пока это одни слова, которых, конечно, мало, о чём я написал во втором моём к нему письме, посланном через Осадчего».
По воспоминаниям Виктора Сержа, беспокоились о судьбе Таганцева и привлечённых по его делу даже некоторые большевики: «Расстреляли адвоката по фамилии Бак, ему я доверял переводы, а он не скрывал от меня своих контрреволюционных воззрений. Расстреляли, Бог знает за что, маленького скульптора Блока, воздвигавшего на площадях статуи сердитых рабочих в духе Константена Менье. „Вы ничего не знаете?“ — спрашивала меня его жена. Я не мог ничего знать, ЧК стала гораздо менее доступной, чем раньше… Один наш друг отправился в Москву, чтобы задать Дзержинскому вопрос: „Можно ли расстреливать одного из двух или трёх величайших поэтов России?“ Дзержинский ответил: „Можем ли мы делать исключение для поэта?“».
Возмущённый массовым расстрелом президент Российской АН академик А. П. Карпинский направил В. И. Ленину письмо протеста, а также подал в отставку (позже всё-таки остался на посту президента Российской АН).

## Вопрос о действительном состоянии «организации Таганцева»
Как отмечал историк В. С. Измозик, ещё в начале 1920-х годов сложились «две основные точки зрения:
1. На самом деле никакой организации не существовало, а создание её — дело рук следователей Петербургского ЧК и руководства ВЧК;
2. Чекисты разгромили реально существовавшую антисоветскую контрреволюционную организацию, мощную и разветвлённую»[5].

Если в советские времена господствовало представление о безусловной виновности всех осуждённых, то с конца 1980-х годов, и особенно после реабилитации Генеральной прокуратурой фигурантов дела, утвердилось представление об их полной невиновности, что последовательные противники советского строя расценивают как «оскорбление памяти людей, участвовавших в движении сопротивления тоталитарному режиму».
Уже после реабилитации В. Н. Таганцева, в 1990-е годы, стал известен ряд документов белой эмиграции, имеющих прямое отношение к его делу.
Один из них — доклад агента Б. В. Савинкова в Финляндии полковника Ю. Эльфенгрена, свидетельствующий о том, что организация Таганцева действительно готовила восстание в Кронштадте, но планировала его на конец апреля 1921 года. «Организация эта, — писал Эльфенгрен, — объединяла  действия многочисленных (мне известно десять), совершенно отдельных самостоятельных групп (организаций), которые, каждая сама по себе, готовились к перевороту».
Другой документ — опубликованное В. Г. Бортневским письмо бывшего члена Госсовета, товарища министра просвещения в 1917 году, кадета Д. Д. Гримма, адресованное П. Н. Врангелю и датированное от октября 1921 года:

…Был арестован Таганцев, игравший в последние годы видную роль в уцелевших в Петрограде активистских организациях и связанный, между прочим, с артиллерийским офицером Германом, который служил в финском Генеральном штабе курьером… Герман был убит при переходе финской границы, причём у него были найдены письма и прокламации… и подполковник Шведов, и лейтенант Лебедев попали в Петрограде в засаду и погибли… оба должны были быть не просто курьерами, а руководителями, и заменить их сейчас некем…
Далее Гримм писал, что появившееся в газетах сообщение о раскрытии заговора «всё же устанавливает ряд фактов, знакомство с которыми свидетельствует о том, что некоторые из участников заговора дали весьма полные показания и раскрыли многие подробности… в списке расстрелянных значится целый ряд лиц, несомненно принадлежавших к существовавшим в Петрограде активистским организациям».
Подозрения Гримма относительно показаний год спустя, в октябре 1922 года, подтвердила газета П. Н. Милюкова «Последние новости». В статье за подписью «С.», опубликованной 8 октября, сообщалось, что Петроградская ЧК вышла на Таганцева с помощью своего агента боцмана Паськова с линкора «Петропавловск»; уйдя в Финляндию, боцман установил связи с белыми организациями, руководил курьерской связью между скрывавшимися в Финляндии кронштадтцами и Петроградом и в мае 1921 года познакомился с Таганцевым. Как утверждал автор, Таганцев долгое время отказывался от показаний, но затем в Петроград из Москвы прибыл Я. С. Агранов (в то время особоуполномоченный секретно-оперативного управления ВЧК) и от имени своего руководства обещал облегчить участь арестованных в обмен на чистосердечные признания. 28 июля, сообщалось в газете, между Аграновым и Таганцевым был подписан договор: представитель ВЧК, со своей стороны, обещал гласный суд и неприменение высшей меры наказания. 30 июля Агранов и Таганцев шесть часов ездили в автомобиле по городу, и Таганцев указывал адреса людей, причастных к организации. В ту же ночь было арестовано около 300 человек.
О том, что между Таганцевым и Аграновым был заключён договор, свидетельствует в своих воспоминаниях и профессор А. И. Горбов, проходивший по делу ПБО и освобождённый по просьбе А. М. Горького.
Известны и ещё несколько документов Савинкова и его организации («Эвакуационного комитета») от мая — июля 1921 г., в которых выражается уверенность в существовании в Петрограде подпольной организации и в том, что летом того же года она планирует активные действия. Опираясь на эти свидетельства, и Ф. Ф. Перченок, и В. С. Измозик приходят к заключению, что в 1921 году в Петрограде действительно существовала антибольшевистская организация под руководством В. Н. Таганцева, В. Г. Шведова и Ю. П. Германа, имевшая постоянные связи с белой эмиграцией и финским Генеральным штабом, — хотя едва ли можно говорить о «жёсткой боевой разветвлённой организации»: в Петрограде одновременно действовали другие группы и кружки, они поддерживали контакты с организацией Таганцева, но часть фигурантов дела ПБО «была объединена неформализованными связями в небольшие объединения, включённые в разной степени в антисоветскую и антикоммунистическую деятельность». Подполье планировало в конце апреля 1921 года организовать восстание в Кронштадте и одновременное выступление в Петрограде, но план был нарушен стихийными волнениями рабочих в феврале 1921 года и столь же стихийным восстанием кронштадтских моряков 28 февраля — 1 марта 1921 года.

В протесте прокурора СССР, составленном 19 сентября 1991 года, даётся юридическая оценка обвинения 1921 года по отношению к поэту Николаю Гумилёву:
Постановление в отношении Гумилева подлежит отмене, а дело — прекращению по следующим основаниям…
Из имеющихся в деле материалов не вытекает, что Гумилёв, как это указано в обвинительном заключении, являлся активным участником «Петроградской боевой организации». Нет в деле данных и о том, что он принимал участие в составлении прокламаций контрреволюционного содержания, не доказана и какая-либо другая его практическая антисоветская деятельность.
После дачи согласия Вячеславскому Гумилёв никакой работы в контрреволюционной организации не проводил и в ней не состоял.
Об этом свидетельствует и тот факт, что Гумилеву даже не были известны подлинные фамилии представителей организации, которые встречались с ним и предлагали участвовать в контрреволюционном мятеже. Кроме того, со стороны Гумилева отсутствовала всякая инициатива, направленная на организацию встреч с представителями ПБО.

Что же касается получения Гумилёвым денег от Вячеславского, якобы для организации мятежа, этот факт носит лишь чисто символический, условный характер и не может быть положен в основу вины Гумилёва. Согласно прилагаемой к протесту справке Управления эмиссионно-кассовых операций Государственного банка СССР, исходя из соотношения реальной ценности денег 200 тысяч рублей на 1.4.21 г. соответствовали всего лишь 5,6 руб. 1913 г. В связи с исключительно низкой покупательной способностью денег в период получения их от Вячеславского Гумилёв не мог приобрести на них даже простейшие технические средства для напечатания прокламаций или другие предметы для предполагаемых участников заговора… Эпизодическая, односторонняя связь, установленная ПБО с Гумилёвым, лишала его возможности вернуть Вячеславскому деньги. Других же участников контрреволюционной организации Гумилёв не знал… Одним из убедительных доказательств лояльности Гумилёва к советской власти является тот факт, что у него нет ни одного антисоветского произведения…
Через одиннадцать дней после вынесения протеста прокурора Судебная коллегия Верховного суда определила: постановление в отношении Н. С. Гумилёва — отменить, дело — прекратить. При этом было подчёркнуто, что Н. С. Гумилёв был подвергнут расстрелу — «без указания закона». В 1992 году было установлено, что всей Петроградской боевой организации, покушавшейся свергнуть советскую власть, «как таковой не существовало, она была создана искусственно следственными органами, а уголовное дело в отношении участников организации, получившей свое название только в процессе расследования, было полностью сфальсифицировано. Все участники ПБО… реабилитированы».
Сам термин «Петроградская боевая организация», считает В. С. Измозик, скорее всего, родился в ходе следствия, «которое нуждалось в нём, чтобы объединить все раскрытые группы и кружки». Факт заключения договора между Я. Аграновым и В. Н. Таганцевым остаётся не до конца выясненным, однако есть основания предполагать, что именно обещание не применять смертную казнь побудило Таганцева дать показания. Приговор и расстрелы 1921 года, как полагает историк, были акцией устрашения, а не наказанием, соответствующим составу преступления; здесь проявился страх большевиков перед «вторым Кронштадтом».
Исчерпывающей информации по делу по-прежнему нет: по состоянию на 2011 год из 253 томов следственного дела исследователям было доступно лишь три тома, а 250 томов по-прежнему засекречены.